# Gordon Schmidt
Gordon Schmidt (* 1984 in Berlin) ist ein deutscher Schauspieler und Musiker.
2002 gab Schmidt sein Debüt in Henner Wincklers Klassenfahrt und spielte 2005 in Wincklers zweitem Spielfilm Lucy, neben Kim Schnitzer, die Hauptrolle. Seit 2005 ist Gordon Schmidt immer wieder in verschiedenen Produktionen zu sehen. 2009 wurde der Film WAGs, in dem Schmidt ein junges Fußballtalent mimt, mit dem First Steps Award ausgezeichnet. Seit Anfang 2008 ist Gordon Schmidt Mitglied der Berliner Band „Jigsaw vs. Hyde“. Die Band zeichnet sich durch einen Mix aus Metal, Rock und Hip-Hop/Rap aus. Schmidt bekleidet in der Band, unter dem Künstlernamen „The GZY“, die Position eines von zwei Rappern.

## Filmografie
Kino
- 2000: Klassenfahrt
- 2006: Lucy
- 2008: B96
- 2008: Die Fremde
- 2008: WAG's
- 2009: James Dean

Fernsehen
- 2009: Rosa Roth – Notwehr

## Preise
- 2006: Defa Nachwuchsförderpreis (für Lucy)
- 2009: First Steps Award (für WAG's)